# هاري ماكمولان
هاري ماكمولان هو سياسي أمريكي، ولد في 23 يوليو 1884، وتوفي في 24 يونيو 1955. انتخب عضو مجلس ولاية كارولاينا الشمالية ‏.